# Charlotte von Mahlsdorf
Charlotte von Mahlsdorf (18 marca 1928 – 30 kwietnia 2002) – założycielka Gründerzeit Museum (muzeum przedmiotów codziennego użytku) w Mahlsdorf.

## Dzieciństwo
Von Mahlsdorf urodziła się jako Lothar Berfelde, dziecko Maxa Berfelde i Gretchen Gaupp w Mahlsdorf, w Niemczech. Od bardzo młodego wieku czuła się dziewczynką i okazywała więcej zainteresowania dziewczęcym ubraniom i przedmiotom. Pomagała sprzedawcy używanych przedmiotów sprzątać mieszkania po deportowanych Żydach i zdarzało jej się zatrzymywać to, co w nich znalazła.
Max Berfelde, ojciec Lothara, już pod koniec lat 20. był członkiem NSDAP i został lokalnym szefem partii w Mahlsdorf. W 1942 zmusił Lothara do przyłączenia się do Hitlerjugend. Często się sprzeczali, ale ich relacja pogorszyła, kiedy Gretchen opuściła rodzinę w czasie wysiedleń. Max zażądał, aby Lothar wybrał między rodzicami. Groził jej pistoletem i na godzinę zostawił w pokoju, aby się zastanowiła; gdy wrócił, aby ją zabić, uderzyła go wałkiem i zabiła. W styczniu 1945, po kilku tygodniach spędzonych w szpitalu psychiatrycznym, Lothar została skazana przez berliński sąd na cztery lata pozbawienia wolności jako antyspołeczna młodociana przestępczyni. Nie odsiedziała wyroku w pełni, bo pod koniec wojny więzienia zostały otwarte.

## Kariera
Gdy upadła Trzecia Rzesza, Lothar wyszła na wolność. Pracowała jako sprzedawca używanych przedmiotów i ubierała się w bardziej kobiecy sposób. Stała się także znana jako „Lottchen”. Uwielbiała starszych mężczyzn i stała się sławną postacią w mieście, nazywaną „von Mahlsdorf”. Zaczęła kolekcjonować przedmioty gospodarstwa domowego, ratując w ten sposób historyczne artykuły codziennego użytku z ruin pozostałych po bombardowaniach. Korzystała także z wyprzedaży rzeczy pozostawionych przez ludzi, którzy wyjechali do RFN.
Jej kolekcja przemieniła się w Gründerzeit Museum. Zajęła się konserwacją posiadłości von Mahlsdorf, która była zagrożona wyburzeniem i przyznano jej dwór bez konieczności opłat. W 1960 Charlotte otworzyła muzeum artykułów codziennego użytku z okresu Gründerzeit (czasu powstania Cesarstwa Niemieckiego) w częściowo wyremontowanym dworze Mahlsdorf. Stało się dobrze znane w kręgach filmowych, artystycznych i homoseksualnych. Od 1970 roku, osoby LGBT ze wschodniego Berlina często spotykały się i świętowały w muzeum.
W 1974 władze NRD ogłosiły plan objęcia muzeum i jego eksponatów kontrolą państwową. W ramach protestu von Mahsldorf zaczęła je oddawać przedmioty z ekspozycji odwiedzającym. Dzięki zaangażowaniu aktorki Annekathrin Bürger i prawnika Friedricha Karla Kaula (oraz być może dzięki jej statusowi współpracownika STASI), władze zostały powstrzymane w 1976 i Charlotte mogła zatrzymać muzeum.
W 1991 neo-naziści zaatakowali muzeum w czasie jednego z przyjęć. Kilkoro uczestników zostało rannych. W tym czasie von Mahlsdorf ogłosiła, że zamierza opuścić Niemcy. W 1992 otrzymała Order Zasługi Republiki Federalnej Niemiec. W 1995 oprowadziła ostatnich zwiedzających po muzeum, a w 1997 przeprowadziła się do Porla Brunn, starego uzdrowiska koło Hasselfors w Szwecji, gdzie otworzyła (z umiarkowanym sukcesem) nowe muzeum, poświęcone schyłkowi XIX wieku. Miasto Berlin przejęło Gründerzeit Museum i w 1997 zostało otwarte ponownie przez Förderverein Gutshaus Mahlsdorf (Stowarzyszenie Wsparcia Dworu Mahlsdorf).
Charlotte von Mahlsdorf zmarła na niewydolność serca 30 kwietnia 2002 roku, podczas wizyty w Berlinie.

## Reputacja
Spostrzeżenia takie jak: „Daß die Lesben und Schwulen keine Kinder kriegen, das ist doch ganz natürlich. Die Natur sucht sich ja auch aus, was sie gebrauchen kann, was sie sich vermehren läßt und was nicht. Und wenn wir's mal so nehmen: Wenn die Lesben und Schwulen nun auch noch Kinder kriegen würden, dann hätten wir heute noch viel mehr Arbeitslose” („To, że lesbijki i geje nie mogą mieć dzieci, jest, mimo wszystko, dość naturalne. Natura sama odnajduje to, z czego może skorzystać, co może się rozmnażać, a co nie. Z tego punktu widzenia, gdyby lesbijki i geje mieli dzieci, to bezrobocie byłoby dużo wyższe”) – wypowiedziane podczas wykładu 12 marca 1997 w Berlinie – sprawiły, że utraciła przyjaciół z kręgów homoseksualnych.
Pomimo tych kwestii, von Mahlsdorf wciąż jest szanowana za swoją pracę jako założycielka Gründerzeit Museum, za jej publiczną rolę kobiety transseksualnej oraz za omawianie prześladowania osób homoseksualnych w Trzeciej Rzeszy i NRD. Dlatego też prośba o pomnik pamięci von Mahlsdorf, wystosowana przez Förderverein Gutshaus Mahlsdorf i Interessengemeinschaft Historische Friedhöfe Berlin (Koło Miłośników Historycznych Cmentarzy Berlińskich), została rozpatrzona pozytywnie.
Intencją organizatorów było wystawienie pomnika z inskrypcją "Ich bin meine eigene Frau (Jestem moją własną żoną) – Charlotte von Mahlsdorf – 18. März 1928 – 30. April 2002" w pierwszą rocznicę śmierci Charlotte. Rodzina von Mahlsdorf domagała się jednak zmiany napisu. Ponieważ podział majątku Charlotte był kwestią sporną i członkowie Förderverein Gutshaus Mahlsdorf obawiali się, że jej rodzina zażąda zwrotu eksponatów, zgodzili się na zmiany.
Chociaż Charlotte von Mahlsdorf była znana w większości pod jej "pseudonimem" w ostatnich latach, jej rodzina wymusiła następującą inskrypcję: "Lothar Berfelde, 1928 – 2002, genannt Charlotte von Mahlsdorf. Dem Museumsgründer zur Erinnerung" (Lothar Berfelde, 1928 – 2002, znany jako Charlotte von Mahlsdorf. Ku pamięci założyciela muzeum).
W 1992 niemiecka reżyser Rosa von Praunheim nakręciła film o von Mahlsdorf zatytułowany Ich bin meine eigene Frau. Von Mahlsdorf pojawia się w filmie.
Amerykański dramaturg Doug Wright napisał sztukę I Am My Own Wife opartą na życiu von Mahlsdorf na podstawie własnych badań nad jej biografią. Od pierwszego sezonu na Broadwayu i w innych teatrach, sztuka ta zdobyła każdą ważną nagrodę teatralną, m.in. Pulitzer Prize for Drama, Tony Award, the Drama Desk Award, Drama League Award, the Lucille Lortel Award, and the Lambda Literary Award for Drama.
Niemiecki pisarz Peter Süß, współautor i wydawca książki von Mahlsdorf, napisał inną sztukę o tym samym tytule. Premiera odbyła się wiosną 2006 roku w Schauspiel Leipzig.
Larry Moss i Josef Ludwig Pfitzer stworzyli adaptację sztuki Douga Wrighta pod tytułem Ich mach ja doch, was ich will, którą wystawiono w Teamtheater w Monachium w maju 2012 roku.
Rok 2015 został ogłoszony w Fundacji LGBT Business Forum rokiem Charlotte von Mahlsdorf.